# Estrofia vescicale
L'estrofia vescicale è una rara anomalia congenita dell'apparato uro-genitale in cui la vescica urinaria presenta un rovesciamento all'esterno del corpo. Generalmente questa condizione è accompagnata da altre anomalie (come l'epispadia nei maschi).
È una forma patologica rara, con un'incidenza di 3,3 casi su 100 000 neonati, i maschi risultano colpiti con una percentuale doppia rispetto alle femmine.
Questa anomalia si tratta con l'intervento chirurgico, che può comunque non porre rimedio a tutte le disfunzioni.

## Patogenesi
La causa dell'estrofia vescicale è una malformazione (o totale assenza) della parete addominale anteriore, il che permette la comunicazione della vescica con l'esterno.

## Spettro delle anomalie
- estroflessione della vescica attraverso un difetto della parete addominale inferiore;
- aumento delle dimensioni della sinfisi pubica;
- epispadia nei maschi (apertura dorsale, con esposizione della mucosa uretrale);
- dislocazione anteriore di ano e vagina;
- criptorchidismo nei maschi (mancata discesa di uno o entrambi i testicoli);
- clitoride bifido nelle femmine.

## Diagnosi
La diagnosi è immediata, a causa dell'aspetto caratteristico della patologia; spesso è possibile effettuare anche una diagnosi prenatale, grazie all'ecografia.

## Trattamento
L'intervento chirurgico consiste nella riparazione della parete addominale e della vescica, previo avvicinamento delle ossa pubiche.
Gli obiettivi principali dell'intervento sono la riparazione della parete addominale, la ricostruzione e il ripristino (almeno in buona parte) delle funzioni della vescica urinaria e dei genitali, e il recupero della continenza urinaria da parte del paziente, in modo da garantirgli una vita più normale possibile.

## Prognosi
Anche dopo il trattamento, possono sussistere problemi come:
- Incontinenza urinaria;
- Reflusso vescico-ureterale;
- Ripetute infezioni del tratto urinario;
- Adenocarcinoma della vescica;
- Adenocarcinoma del colon;
- Disfunzioni sessuali;
- Dolore;
- Prolasso uterino.